# Micreremus africanus
Micreremus africanus är en kvalsterart som beskrevs av Balogh 1963. Micreremus africanus ingår i släktet Micreremus och familjen Micreremidae. Inga underarter finns listade i Catalogue of Life.